# Кочубей Семен Васильович
Семен Васильович Кочубей (15 (26) жовтня 1725 — 13 (24) грудня 1779) — генеральний обозний за правління гетьмана Кирила Розумовського (1751—1764 рр.) та Другої Малоросійської колегії (з листопада 1764 до грудня 1779), ніжинський полковник (1746—1751 рр.), бунчуковий товариш (бл.1743), генерал-майор (1764), таємний радник (1776).

## Походження та навчання
Семен Кочубей мав двох видатних дідів. По материній лінії — це гетьман Данило Павлович Апостол (1654—1734), а по батьковій — генеральний писар Василь Леонтійович Кочубей (1640—1708).
Батько Кочубей Василь Васильович (1680—1743) — був полтавським полковником (1727—1743 рр.)
С. Кочубей в 1743 році здобув освіту в Києво-Могилянській академії.

## Державна служба

### Початок
Починав діяльність близько 1743 року бунчуковим товаришем у Полтавському полку.
29 березня 1746 року був призначений Ніжинським полковником.
Після обрання у лютому 1750 року в Глухові гетьмана Кирила Розумовського делегацію вдячної старшини очолив Семен Кочубей. Разом з ним до Петербурга для подяки імператриці Єлизаветі Петрівні їздили генеральний бунчужний Дем'ян Оболонський, бунчуковий товариш Ілля Журман та генеральний суддя Іван Пиковець.

### Урядування в Глухові
З призначенням гетьманом Кирила Розумовського зайняв уряд Генерального обозного 12 жовтня 1751 року. Тобто, став другою людиною в державі.
У царському указі від 15 жовтня 1751 р. вказувалися причини призначення Кочубея:
|  | «за Ево добропорядочную службу, и знатнія також де служби, и особливою верность Предковъ Его к нашему Государю Родителю» |

#### Реформування
В листопаді 1751 р. Семен Кочубей з дозволу гетьмана Війська Запорозького Кирила Розумовського здійснює реформу, що була направлена на централізацію артилерійського відомства. В підпорядкування Генерального обозного надавались всі прибутки полкових артилерій. Крім того, полкові артилерії згодом повністю підпорядковувались Генеральній артилерії. Були також визначені завдання відомства: супровід гетьманського війська, підготовка позицій польової та облогової артилерії.
Зі створенням Другої Малоросійської колегії був перепризначений 10 листопада 1764 року Генеральним обозним. За відсутності генерал-губернатора графа Петра Рум'янцева головував у колегії С.Кочубей. В 1767 р. він отримав Орден святої Анни.
З 1772 і до самої смерті 13 грудня 1779 року паралельно обіймав посаду обозного Канцелярії генеральної артилерії.

## Родина
14 січня 1746 р. С.Кочубей одружився з Ксенією Герасимівною Демешко-Стрешенцовою — двоюрідною сестрою Кирила та Олексія Розумовських. На весілля, що проходило в будинку графа Олексія, завітала навіть сама імператриця Єлизавета Петрівна, яка подарувала нареченим обручки.
У подружжя Кочубеїв народилось двоє дітей. Донька Надія в листопаді 1765 р. одружилась з капітаном Потьомкіним. Син Михайло (1751-?) одружився в 1776 році на 15-річній доньці бунчукового товариша Степана Лашкевича — Агафії.
Помер С. Кочубей 13 (24) грудня 1779 р. у Глухові. Похований у кам'яній церкві с. Дубовичі Ніжинського полку (нині с. Дубовичі Кролевецького району Сумської області).
Внук, прем'єр-майор Михайло Семенович Кочубей (1751-?) був власником села Триби. 
Тут, у Трибах,  народився правнук, Семен Михайлович Кочубей (1769 — 29 квітня (11 травня) 1838) — відомий малоросійський землевласник та благодійник з роду Кочубеїв. Дійсний статський радник, полтавський повітовий і губернський предводитель дворянства.